# Želiezovce
Želiezovce (maďarsky Zselíz, zřídka německy Zelis) jsou město v okrese Levice na jižním Slovensku v Nitranském kraji. Město je součástí euroregiónu Ister Granum.

## Poloha
Město leží na řece Hron, nedaleko státních hranic s Maďarskem. Nachází se cca 30 km od Levic a cca 30 km od Štúrova.

## Historie
První písemná zmínka o městě pochází z roku 1274. Do uzavření Trianonské smlouvy byla obec součástí Uherska, poté byla součástí Československa. V letech 1938 až 1945 byla (na základě první vídeňské arbitráže) součástí Maďarského království.
Počátkem 50. let 20. století byl v Želiezovcích vybudován nápravně-pracovní tábor, kde byly vězněny ženy, odsouzené mj. za protistátní trestné činy. Vězněna zde byla např. Dagmar Šimková, která místní otřesné podmínky popsala ve své knize Byly jsme tam taky.

## Pamětihodnosti
- kaštel Želiezovce – v letech 1818 a 1824 zde pobýval rakouský hudební skladatel Franz Schubert, narodil se zde vídeňský hoteliér Eduard Sacher.[6]
- kostel sv. Jakuba staršího – jednolodní gotická stavba s polygonálně ukončeným presbytářem a malou střešní věží, z období kolem roku 1332. Byl upraven v 15. století. Dále byl upravován v roce 1884 a v roce 1954 ( po poškození věže během druhé světové války). V interiéru se dochovaly gotické nástěnné malby z období kolem roku 1390 a kamenná gotická křtitelnice. Jako oltářní menza je sekundárně umístěn římský sarkofág ze 2. století. Věž s modernistickým tvaroslovím s pravoúhlými rezonančními otvory a terčíkem je ukončena stanovou střechou.[7]
- Hrobka Esterházyů – neogotická stavba z roku 1790 na polygonálním půdorysu. Přestavěna byla ve druhé polovině 19. století. Fasády jsou členěny opěrnými pilíři s pultovými střechami, okna mají neogotická ostění. Vstup je řešen jako krytá předsíň s lomeným obloukem.[8]

## Doprava
Želiezovce leží na železniční trati Štúrovo–Levice a na silnici I/76.

## Školy

### Základní školy
- Základní škola s vyučovacím jazykem slovenským
- Základní škola s vyučovacím jazykem maďarským

### Střední školy – Gymnázia
- Gymnázium s vyučovacím jazykem slovenským
- Gymnázium J. A. Komenského s vyučovacím jazykem maďarským Želiezovce

### Mateřské školy
- Mateřská škola, SNP 9
- Mateřská škola s vyučovacím jazykem maďarským, SNP 9
- Mateřská škola, SNP 93
- Základní umělecká škola Franza Schuberta
- Spojená škola, Úzka 4, Želiezovce

## Obyvatelstvo
V roce 1921 zde žilo 2681 obyvatel, z toho 262 Čechoslováků, 63 Němců, 2316 Maďarů a 6 Židů.
Podle sčítání obyvatel v roce 2011 měli Želiezovce 7 186 občanů.
Národnost trvale bydlícího obyvatelstva: 
- slovenská 3 550 (49,40 %)
- maďarská 3 501 (48,72 %)
- česká 23 (0,32 %)
- romská 21 (0,29 %)
- ukrajinská 4 (0,06 %)
- jiná 2 (0,03 %)
- rusínská 1 (0,01 %)
- nezjištěno 76 (1,06 %)

Podle sčítání obyvatel v roce 2021 měli Želiezovce 6 756 občanů.
Národnost trvale bydlícího obyvatelstva: 
- slovenská 3 370 (49,9 %)
- maďarská 2 815 (41,7 %)
- česká 27 (0,4 %)
- čínská 6 (0,1 %)
- romská 5 (0,1 %)
- ukrajinská 5 (0,1 %)
- nezjištěno 512 (7,6 %)

## Partnerská města
- Barcs, Maďarsko (od roku 1999)[10]
- Makó, Maďarsko (od roku 1996)[10]
- Miercurea Ciuc, Rumunsko (od roku 1991)[10]
- Trstená, Slovensko